# Mindoro-krokodil
A Mindoro-krokodil (Crocodylus mindorensis) a hüllők (Reptilia vagy Sauropsida) osztályába, a krokodilok (Crocodilia) rendjébe és a krokodilfélék (Crocodylidae) családjába tartozó faj. Nevét a Fülöp-szigetek egyik tagjáról, Mindoróról kapta, de nem csak ezen fordul elő. Sokáig az új-guineai krokodil (Crocodylus novaeguineae) alfajának tartották.

## Előfordulása
A Fülöp-szigetek édesvizeiben, kisebb tavakban és folyókban, lápokon él. Jelenlegi előfordulásáról nincsenek biztos adatok, de Mindoro mellett eredetileg Busuanga, Jolo, Luzon, Masbate, Mindanao, Negros és Samar szigetén is előfordult. Mára feltehetően kipusztult Jolóról, Masbatéről, Samarról és Luzonról.

## Megjelenése
A Mindoro-krokodil nagyon hasonlít az új-guineai krokodilra. A legnagyobb hímek legfeljebb 3 méteresre nőnek meg. A fajra erős hátpáncélzat és viszonylag széles orr-rész jellemző.

## Szaporodása
A nőstény Mindoro-krokodil 7-20 tojását egy viszonylag kis fészekhalomba rakja, amit őriz. A fiókák körülbelül 85 nap múltán kelnek ki, ezután anyjuk egy ideig védelmezi őket.

## Természetvédelmi helyzete
Élőhelyének jelentős beszűkülése, populációinak felaprózódása és példányszámának csökkenése miatt a Természetvédelmi Világszövetség súlyosan veszélyeztetettnek nyilvánította.